# Walter Krupinski
Walter Krupinski (Domnau, 1920. november 11. – Neunkirchen-Seelscheid, 2000. október 7.), német pilóta a második világháborúban, utána a nyugatnémet légierő tisztje. 1100 bevetés alatt 197 légi győzelmet aratott. Krupinski az elsők egyike, akik a Me 262-vel repültek az Adolf Galland által vezetett JV–44-ben.

## Fiatalkora
Walter Krupinski 1920. november 11-én Domnauban született, de Braunsberben nőtt fel. Két öccse volt, Paul és Günther. Paul a Kriegsmarine tengeralattjáró csoportjához csatlakozott. 1944. november 11-én halt meg a norvég partok közelében elsüllyesztett U–771 tengeralattjárón.

## Második világháború
Krupinski 1939 szeptemberében belépett a Luftwaffe kötelékébe. 1939 novembere és 1940 októbere között kapott pilóta-kiképzést. Utána a 6./JG-52 kötelékéhez osztották be. Első bevetéseit Anglia fölött teljesítette, de nem ért el sikereket.
Első győzelmét a Barbarossa hadművelet során alatt érte el. 1941 decembere és 1942 augusztusa között elérte az 50 légi győzelmet, amiért megkapta az Német kereszt arany fokozatát. 1943 márciusában a 7. Staffel kapitánya lett. 174. győzelméért megkapta a Tölgyfalombokat a Lovagkeresztjéhez.
177-dik győzelme után a keleti frontról áthelyezték Németország légterébe. 1944 májusában századosi rangig küzdi fel magát a JG 11 II. Gruppéban. 1944 júniusában a partraszállás következményeként Franciaországba kerül, és 10 gépet lő le. Szeptemberben áthelyezték a JG 26-hoz. 1945 márciusában már Me 262-vel repült a JV 44-nél.
1945. április 14-én, délután 15.00-kor, Krupinski azon négy pilóta egyike volt, akik a München-Riem reptéren  teljesítettek szolgálatot. B–26 Marauder bombázók támadtak rájuk kötelékben. Günther Lützow vezette a négy pilótát, de ő maga nem tért vissza a küldetésről.
Igazolt 197 légi győzelmet ért el. 1945. május 5-én amerikai fogságba esett. Krupinski négyszer katapultált, ötször sebesült meg.

## Kitüntetései
- Sebesülési érdemrend
- Német kereszt arany fokozata (1942. augusztus 17.)
- Vaskereszt első és második fokozata
- Lovagkereszt tölgyfalombokkal
  - Lovagkereszt (1942. október 29.)
  - 415. Tölgyfalombok (1944. március 2.)
- Német Szövetségi Érdemérem

## A háború után
Szeptemberben óvadékot tettek le érte, 1952 novemberében pedig már csatlakozott a Német Ideiglenes Védelmi Minisztériumhoz. 1957-ben őrnagyi rangot kapott, majd Angliába helyezték át. Itt Krupinski a második világháború után elsőként felállított német elfogóvadász-század parancsnoka lett. 1966-ban Krupinski vezérezredesi rangban átvette a nyugatnémet légierő kialakításáért felelős alakulat (Luftwaffen-Ausbildungs-Kommando) parancsnokságát Texasban.
1969 júliusában Krupinski lett a Luftwaffe 3. légihadosztályának parancsnoka. 1971-ben a 2. ATAF vezérkari főnökévé léptették elő, majd 1974 októberében a teljes nyugatnémet légierő parancsnoka lett.
1976 novemberében a  Rudel-botrány következtében nyugdíjba kellett vonulnia. 2000-ben Neunkirchen-Seelscheid településen halt meg.

## Fordítás
- Ez a szócikk részben vagy egészben  a   Walter Krupinski című angol Wikipédia-szócikk ezen változatának fordításán alapul.  Az eredeti cikk szerkesztőit annak laptörténete sorolja fel. Ez a jelzés csupán a megfogalmazás eredetét és a szerzői jogokat jelzi, nem szolgál a cikkben szereplő információk forrásmegjelöléseként.